# Noel Paul
Noel Paul (ur. 1926) – kanadyjski narciarz. Uczestnik mistrzostw świata, mistrz Ameryki Północnej i Kanady w kombinacji norweskiej.
Pochodził z Kimberley. Uczestniczył w Mistrzostwach Świata w Narciarstwie Klasycznym 1950 w Lake Placid – w konkursie skoczków narciarskich, po skokach na odległość 51 i 56 metrów, zajął 34. miejsce, a w rywalizacji kombinatorów norweskich został sklasyfikowany na 22. pozycji (uzyskał 17. wynik w skokach i 67. czas w biegu na 18 km).
W 1949 zajął drugie miejsce w mistrzostwach Stanów Zjednoczonych w kombinacji norweskiej, uplasował się również na tej samej pozycji w międzynarodowym konkursie skoków narciarskich na skoczni im. Nelsa Nelsena w Revelstoke. Rok później zdobył tytuł mistrzowski w czempionacie Ameryki Północnej i Kanady w kombinacji norweskiej, a także zajął 8. pozycję w zawodach tego samego typu w skokach narciarskich.